# Biały Zawój
Biały Zawój – polski herb szlachecki używany przez rodzinę pochodzenia tatarskiego.

## Opis herbu
Opis z wykorzystaniem klasycznych zasad blazonowania, zaproponowanych przez Alfreda Znamierowskiego:
W polu czerwonym czapka purpurowa owinięta z dołu tkaniną w złote, błękitne, zielone, czerwone i srebrne paski i ozdobiona z gyry frędzlem złotym, a po prawej stronie trzema piórami, z których środkowe złote, a boczne błękitne. Klejnot: Trzy pióra strusie. Labry: Czerwone, podbite złotem.

## Najwcześniejsze wzmianki
Herb używany przez rodzinę Gembickich, zapisaną 20 września i 17 grudnia 1819 roku do ksiąg w guberni wileńskiej. Jej protoplastą miał być Mustafa Sulimanowicz Gembicki, właściciel folwarków Iskrino i Ostrowno (pow. oszmiański), które 17 października 1635 roku przekazał synom; z nich Bohdan otrzymał dobra Wołokę, a Samuel – Iskrino i Ostrowno; syn Samuela – Chasień w 1683 roku nabył w pow. lidzkim dobra Mierzankę; pozostawił synów Szabana i Dżafara, od których pochodzi liczne potomstwo. Mieszkali m.in. w Mińsku (dość liczni), w zaścianku Jodzieliszkach (pow. Swięciański). W guberni wileńskiej zatwierdzeni przez Departament Heroldii Senatu (spis szlachty tatarskiej), ukaz 11 czerwca 1859 (nr. 5809), następnie w guberni mińskiej, 2 listopada 1882 (spis szlachty tatarskiej) [2, op. 2, nr. 692, k. 23–24 v.; 5, s. 149 (rysunek); 12, s. 103. Stanisław Dziadulewicz błędnie podaje jako herb Gembickich Terebesz, który według niego znajdować się miał na pieczęci użytej w 1585 roku przez Tatara Bohdana Jenbiekowicza, rzekomo ich krewnego.

## Herbowni
Gębicki – Gembicki.